# Geithain
Geithain est une ville de Saxe (Allemagne), située dans l'arrondissement de Leipzig, dans le district de Leipzig.

## Personnalités
- Christian Tobias Damm (1699-1778), théologien protestant et philologue helléniste, né à Geithain.
- Benjamin Hederich (1675-1748), lexicographe, né à Geithain.